# Återvändsgata

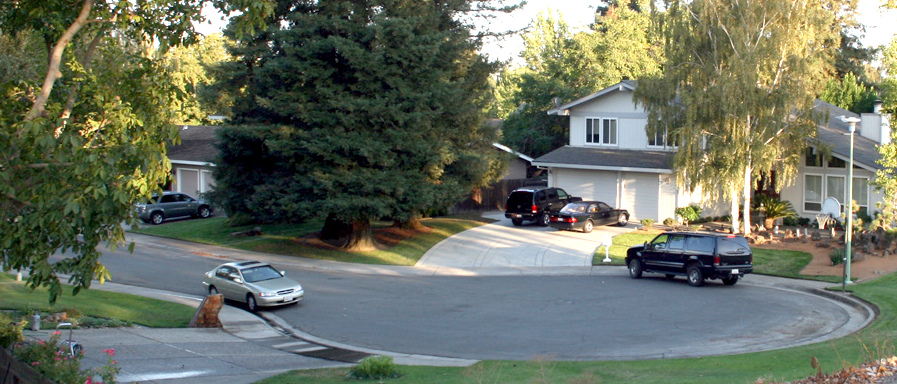
En återvändsgata i Sacramento i Kalifornien.

Återvändsgata, även kallad återvändsgränd, är en väg eller gata som endast på ett ställe har kontakt med det övriga vägnätet. I Europa markeras återvändsgatan med ett särskilt vägmärke vid infarten.
I och med trafikplaneringsmodellen SCAFT under 1960-talet blev planering med återvändsgator vanligt, så kallade säckgator. Tanken var att dela in bostäder i "enklaver" där trafiken på gatorna i området endast bestod av dem som bor i området och deras eventuella besökare. Trafiken mellan enklaverna skulle ske på större matargator, som så långt möjligt skulle dras på visst avstånd från bostadshus. Systemet med säckgator ger lägre trafikintensitet inne bland bostäder i städer men har kritiserats för att skapa ohanterliga trafikmängder på matargatorna och för att de försvårar omdirigering av trafikplaneringen.
Att hamna i en återvändsgränd är även ett vanligt uttryck för en hopplös situation.